# Handball-Regionalliga Mitte
Die Handball-Regionalliga Mitte wurde in den Saisonen 2000/01 bis 2004/05 von fünf Regionalverbänden gemeinsam getragen, vom Südwestdeutschen Handballverband organisiert und kam in der Zeit als sechste Regionalliga hinzu.

## Geschichte
Die Regionalliga Mitte wurde bis zu ihrer Auflösung nach der Saison 2004/05 ebenfalls als dritthöchste Spielklasse im deutschen Handball-Ligensystem geführt. 16 Mannschaften spielten um die Meisterschaft. Der Tabellenführer nach dem 30. Spieltag war automatisch Mitteldeutscher Meister und als Aufsteiger für die 2. Handball Bundesliga qualifiziert. Die drei letztplatzierten Mannschaften mussten in ihre Landesverbände absteigen.

## Meister

### Regionalliga Mitte als dritthöchste Spielklasse
| Saison  | Mitteldeutscher Meister | Vizemeister      |
| ------- | ----------------------- | ---------------- |
| 2000/01 | SV Anhalt Bernburg      | HSC Bad Neustadt |
| 2001/02 | HSC Bad Neustadt        | SC Magdeburg II  |
| 2002/03 | HSC Landwehrhagen       | SC Magdeburg II  |
| 2003/04 | SG Werratal 92          | SC Magdeburg II  |
| 2004/05 | SC Magdeburg II         | VfB Forchheim    |

- Alle Meister haben ihr Aufstiegsrecht für die
 2. Handball-Bundesliga wahrgenommen.